# Mateen Cleaves
Pour les articles homonymes, voir Cleaves.
Mateen Cleaves, né le 7 septembre 1977 à Flint (Michigan), aux États-Unis, est un ancien joueur américain de basket-ball. Il évoluait au poste de meneur.

## Palmarès
- Champion NCAA 2000
- Meilleur joueur du tournoi NCAA 2000